# Pays d'Aigues
Pour le vin, voir Pays d'Aigues (IGP).
Le pays d'Aigues (en occitan provençal lo País d'Egues) est une région naturelle de France située en Provence. Elle est naturellement délimitée par le Luberon au nord et la Durance au sud. Elle correspond aux 23 communes des cantons de Cadenet et de Pertuis.

## Histoire
Le pays d'Aigues a un riche passé derrière lui, en partie exploré par un Inventaire Général initié par le Ministère de la culture qui lui fut consacré en 1981, et duquel sont extraites les lignes suivantes :
La préhistoire, la protohistoire et la période gallo-romaine sont marquées par la présence de quelques vestiges (ateliers de taille de silex, oppida alignés le long de la Durance, comme l'oppidum du Castellar, villas...).
À partir de la seconde moitié du Xe siècle, l'insécurité et une profonde restructuration politique et sociale du pays éliminent progressivement un habitat dispersé et regroupent les populations rurales sous la tutelle des seigneurs. Des agglomérations qui naissent ainsi entre le Xe et le XIVe siècle, certaines demeurent, d'autres, comme Roubian (territoire de Cabrières), Samson (bord de Durance), Trésémines (près de Villelaure), ou Limaye (près de La Bastide des Jourdans), ont aujourd'hui disparu.
Les XIIe et XIIIe  siècles connaissent un essor démographique et une prospérité qui ont permis de développer l'agriculture, le commerce et l'artisanat, ce qui entraîne l'accroissement des centres urbains et une réapparition d'un habitat rural dispersé.

La seconde moitié XIVe siècle, en revanche, est marquée par les guerres, le brigandage, la peste, qui entraînent une dépopulation et une récession générale. Lorsque, à la fin du XVe siècle, les effets de la paix revenue se font sentir, les populations rurales cherchent de nouvelles terres et les seigneurs reviennent, les villages désertés sont reconstruits. Le mouvement se poursuit pendant la première moitié du XVIe siècle, attirant sur ces terres à reconquérir des étrangers, tels que les Vaudois amenés des hautes vallées alpines par les barons de la Tour-d'Aigues. Avec ces nouveaux venus s'introduisent une nouvelle vie, une nouvelle architecture (maisons à auvent) et surtout un nouvel esprit.
D'abord jugés inoffensifs, les Vaudois, par leur ralliement au calvinisme, attirent sur eux l'attention, puis la haine des parlementaires aixois. De procès en persécution, de provocation en rébellion, les partis s'exaspèrent jusqu'aux tragiques journées d'avril 1545 qui voient la mise à sac de plus d'une vingtaine de villages, les massacres de Mérindol et Cabrières-d'Aigues et marquent une longue période de désordre et de violence.
La paix ramenée par Henri IV est bienvenue. L'épreuve a cependant été rude : il faut attendre la fin du XVIIe siècle pour retrouver un rythme d'expansion normal. Les villages commencent à sortir de leurs murailles, les campagnes se couvrent de bastides, partout on défriche, on aménage, on reconstruit. La révocation de l'édit de Nantes n'entraîne ni heurts, ni résistance. On démolit les temples de Cabrières et de la Motte, on rebaptise les populations réformées, mais les églises rouvertes pour ces "nouveaux catholiques" restent vides alors que s'organise un culte clandestin.
Les friches désordonnées, les besoins accrus pour la construction, l'extension de l'élevage ovin et caprin sont en grande partie à l'origine du déboisement intensif du massif du Luberon, jadis couvert d'épaisses forêt de feuillus. La Révolution, en mettant à l'encan les réserves seigneuriales, en fait disparaître les derniers lambeaux.
Mis à part le pillage et l'incendie du château de La Tour-d'Aigues, la Révolution n'a pas suscité de violences ou d'actions remarquables dans le pays.
La première moitié du XIXe siècle marque l'apogée de la courbe démographique du Pays d'Aigues. Dès le milieu du siècle, les débuts de l'industrialisation commencent à vider les campagnes. Le mouvement touche toutes les communes ; facilité par la construction du chemin de fer et accéléré par les deux guerres du début de notre siècle, ne s'est arrêté que très récemment. La reconversion de l'agriculture dans la production de fruits et légumes et des vins de table, l'établissement tout proche du centre atomique de Cadarache et le développement  du tourisme  contribuent aujourd'hui à fixer les populations de nouveau en voie d'accroissement et à rendre au pays un certain dynamisme économique.

## Source
- FEVRIER (P.-A.) (Dir.) : Inventaire Général des Monuments et des richesses artistiques de la France, Provence-Alpes-Côte d'Azur, Vaucluse, le Pays d'Aigues, Paris, 1981, Imprimerie Nationale, 716 p.
- Frédéric Zégierman, "Le Guide des pays de France", tome Sud, éditions Fayard, 1999.